# 채널 7 (태국)
채널 7(ช่อง 7)은 태국의 지상파 텔레비전 채널이며, 약칭은 BBTV(Bangkok Broadcasting Television)이다. 운영 주체는 공영 방송이었으며, 공익적 민영 방송이다.
1967년 11월 27일 채널 7에 개국한 뒤, 미스 태국 첫 중계하였으며, 1972년부터 태국 전역의 시청할 수 있다.
1970년부터 무에타이를 중계하고 있으나, 비중이 높은 황금 시간대 프로그램이 편성되기도 한다.
방송 시간은 텔레비전 개국부터 1990년대 초반까지 매일 저녁 시간대를 방송하고 있으나, 오랫동안 1990년대 중반에 들어서, 낮 시간을 확대하였고, 2005년부터 24시간 종일 방송하고 있다.
2014년에 디지털 텔레비전 방송을 개국하여, 2020년 아날로그 방송 종료되었으며, 디지털 방송을 전환하였다.

## 텔레비전 채널
- 채널 7 SD (아날로그 채널 7) : 1967년 ~ 2018년
- 채널 7 HD (디지털 채널 35) : 2014년 ~ 현재